# Новосибирск Авиа
ОАО «Новосибирск Авиа» — новосибирская авиакомпания, существовавшая с 1929 по 2011 год. Основным профилем работы являлась перевозка пассажиров, багажа, почты и грузов.

## История
В 2003 году доходы составили 190,3 млн руб., расходы — 199,7 млн руб. Дебиторская задолженность в 2003 году — 70,8 млн руб., кредиторская задолженность — 141,5 млн руб.
Летом 2003 года коллектив ФГУП «Новосибирск Авиа» обратился к новосибирскому губернатору Виктору Толоконскому с просьбой помочь предприятию выйти из кризиса. Специальная комиссия (в неё вошли представители обладминистрации и специалисты государственной службы гражданской авиации), чтобы не допустить ликвидации предприятия, рекомендовала руководству ФГУП объявить предприятие банкротом и провести процедуру финансового оздоровления.
21 января 2004 года арбитражный суд Новосибирской области удовлетворил заявление руководства «Новосибирск Авиа» о признании компании банкротом.
В 2005 году выручка предприятия составила более 274 млн руб.
«Новосибирск Авиа» было преобразовано из ФГУП в ОАО в августе 2005 года в соответствии с планом внешнего управления бывшего одноименного ФГУП с передачей ОАО здания аэровокзала, ВПП, нескольких воздушных судов. В мае 2006 года 100 % акций общества были проданы за 120 млн руб. ЗАО «Ново-Ойл», подконтрольному корпорации «ТрансБлок», крупному оператору на рынке ГСМ.
По состоянию на 10 декабря 2010 года компания не выполняла регулярные пассажирские авиарейсы. По данным Росавиации от 31.01.11 г «летающих» воздушных судов у авиакомпании нет. По состоянию на 25.04.2011 г. Росавиацией приостановлено действие сертификата эксплуатанта авиакомпании.

## Флот
Данные по флоту на 2009 год:
| Транспорт | Количество | Число мест | Примечания |
| --------- | ---------- | ---------- | ---------- |
| Ан-24     | 1          |            |            |
| Ан-30     | 2          |            |            |